# Bandera roja
|  | Aquest article tracta sobre la bandera. Si cerqueu l'organització política catalana, vegeu «Bandera Roja (organització)». |

Bandera roja.

La bandera roja és un emblema socialista i comunista associat particularment amb l'esquerra revolucionària, encara que també forma part de la tradició socialdemòcrata i laborista, havent estat un estendard usat per partits com ara el Partit Laborista (Regne Unit), el Partit Socialista Francès i grups similars del món sencer. L'ús pels socialdemòcrates ha minvat en els darrers anys, si bé cal notar que molts d'ells s'han allunyat de l'esquerra política. Per altra banda, el sentit lluitador de la bandera és molt més antic que el socialisme.
És comú veure banderes roges sobreimpresses amb els noms o emblemes de partits, moviments, organitzacions o sindicats. Les banderes de color vermell són amb freqüència vistes en protestes, manifestacions i marxes. El vermell és el color del desafiament, com també un símbol de la sang de la classe treballadora, el proletariat.
La bandera vermella està fortament associada en la consciència popular amb el comunisme; aquesta idea es va formar probablement per les banderes de la Unió Soviètica i de la República Popular de la Xina. Altres estats socialistes, com ara Vietnam, o Corea del Nord també tenen banderes majoritàriament vermelles. No obstant això, altres estats i territoris de governs no socialistes també mantenen banderes vermelles per raons històriques.
L'expressió bandera vermella ha estat utilitzada també en les cançons o marxes commemoratives de diversos partits o moviments d'inclinació socialista; així s'observa en el cas del desaparegut Partit Comunista d'Itàlia, l'himne del qual es denominava precisament Bandera Roja (Bandiera Rossa).

## Història
Les associacions revolucionàries del color vermell són antigues, com demostra la Chambers Encyclopedia (1727–41) en la seva descripció de la bandera usada en combat: "La bandera roja és senyal de desafiament i batalla". La seva genealogia inclou el barret frigi, un símbol de la Revolució Francesa, o la seva inclusió en la tricolor. El seu primer ús conegut sembla haver estat durant la Revolta de Merthyr del 1831 a Gal·les, considerat el primer aixecament proletari a Europa. Els obrers gal·lesos van prendre control del poble i en una primera instància derrotaren l'exèrcit, que fou enviat contra ells. A Hirwain Common els obrers van tacar un llençol blanc amb sang de xai, i el van fer servir com a bandera obrera durant el seu aixecament, que finalment va ser reprimit. Durant la Revolució de 1848 el seu ús es va estendre considerablement.

## Premsa amb aquest nom
Hi ha hagut diverses publicacions que han emprat el nom d'aquest símbol per ser un emblema immediat de la ideologia revolucionària. En alemany, Die Rote Fahne donà nom a dues publicacions, una del segle xix fundada per Wilhelm Hasselmann, i una altra de més coneguda que fundaren Karl Liebknecht i Rosa Luxemburg.
A la Xina, la revista Hongqi (Xinès simplificat: 红旗, Xinès tradicional: 紅旗, pinyin: hóngqì) o "Bandera Vermella" fou la revista de propaganda del Govern de la República Popular de la Xina durant el període de la Revolució Cultural. Aquesta revista bimensual, juntament amb el Diari del Poble (Xinès simplificat: 人民日报, Xinès tradicional: 人民日報, pinyin: rénmín rìbào) i el Diari de l'Exèrcit d'Alliberament Popular (Xinès simplificat: 解放军报, Xinès tradicional: 解放軍報, pinyin: jiěfàngjūn bào), formava part de la tríada de publicacions oficials del govern. La revista va deixar de publicar-se el juny de 1988.

## Banderes
Dissenys que prenen com a base la bandera roja:
Nacionals

Bandera de la República Popular de la Xina
Bandera del Vietnam
Bandera de la Unió de Repúbliques Socialistes Soviètiques (1980-1991)
Bandera de la República Popular de Kamputxea (1979-1989)

Subnacionals

RSS d'Armènia (URSS)
RSS de l'Azerbaidjan (URSS)
RSS de Belarús (URSS)
RSS Carelo-Finlandesa (URSS)
RSS d'Estònia (URSS)
RSS de Geòrgia (URSS)
RSS del Kazakhstan (URSS)
RSS del Kirguizstan (URSS)
RSS de Letònia (URSS)
RSS de Lituània (URSS)
RSS de Moldàvia (URSS)
RSFS de Rússia (URSS)
RSS de Tadjikistan (URSS)
RSS de Turkmenistan (URSS)
RSS d'Ucraïna (URSS)
RSS d'Uzbekistan (URSS)

Partits polítics

Bandera del Partit Comunista Xinès
Bandera del Partit Comunista del Vietnam
Bandera del Partit del Treball de Corea
Bandera del Partit Popular Revolucionari de Laos